# 幻聽
幻聽（英語：auditory hallucination，paracusia）又稱聽幻覺，屬於一種幻覺，是没有声音刺激时出现对声音的知觉体验的病理状态。患者听到的声音种类、性质和内容可以多种多样，为是精神病受检者常见症状之一。
聽幻覺患者會認為他們聽到聲音，但聲音並不是真的存在。依幻听的内容，分为言语性和非言语性幻听。非言语性幻听属于原始性幻觉，例如：听到鸣笛声、雷鸣声、流水声及鸟叫声等。言语性幻听则最多见，可聽到一個或更多人的說話聲音，常具有诊断意义，可能是一些精神病性障礙的信號，例如思覺失調症或躁鬱症。在診斷該患者的時候，這是很重要的參考因素。

## 病因
病因可包含多種DSM-5診斷，如：
- 雙相情緒障礙症
- 邊緣型人格障礙
- 憂鬱性疾患
- 解離性身分疾患
- 廣泛性焦慮症
- 重性憂鬱疾患
- 強迫症
- 創傷後壓力症
- 精神病
- 分裂情感性障礙
- 精神分裂症[6]
- 物質致精神病（英语：psychosis）

## 分类
幻听是出现於听觉器官的虚幻的知觉，是精神病人常见症状之一，尤其常见于思覺失調症。其幻听多为顯性幻听（True Hallucination），但也可以是隱性幻听（Pseudohallucination）。如果是顯性幻听，病人可以清楚地告诉你，声音是透过他的耳朵听来的，声音是在外界，离他一定的距离出现；如果是隱性幻听，病人会具体地说出声音不是来自外界，而是存在於他的脑子裏或肚子內。

### 遺傳因素
人們可以聽到聲音但不一定是精神病，其起因仍在研究。患者的幻聽主要來自思覺失調症，而在這些個案中，潛在的問題可能會是遺傳。

## 症狀
幻聽的呈遞主要有三種途徑：
1. 病人聽到一個聲音在說出他的想法，
2. 病人聽到很多的聲音在爭吵，
3. 病人聽見一些聲音在敘述自己的行為[10]；

除了這三種形式，還有其他類型的幻聽，包括在腦裡面聽到音樂在播放，這一般是個人熟悉的歌曲。成因可能是腦部曾經受損，聽覺障礙或癲癇所引起。

## 治療
治療幻聽的主要方法是：施以影響身體多巴胺代謝的抗精神病藥物。如果幻聽的起因是情緒障礙，則其它藥物如抗抑鬱藥或情緒穩定劑，通常會連同抗精神病藥一起使用。這些治療可能會停止幻聽，但不能完全治愈，因為沒有解決問題的根源。一些心理治療已被證實有助於降低幻聽的強度和發生的頻率。

## 例子
羅伯特·舒曼是著名作曲家，在他生命最後的階段經歷了幻聽。舒曼的日記指出，他長遠遭受到想像的A5音階在他的耳朵裡響著。這音樂的幻覺後來變得越來越複雜，一天晚上，他聲稱作曲家舒伯特的鬼魂拜訪他，並寫下了他所聽到的音樂。此後，他聲稱可以聽到天使合唱團為他歌唱。由於他的病情續漸惡化，天使般的聲音變為了魔鬼的聲音。

## 聽聲運動
有些人認為「幻聽」是汙名，故發起相關運動。